# Skylum
Skylum (vormals Macphun) ist ein Softwarehersteller mit Sitz in New York City und Kiew. Die Firma ist bekannt für ihre 2015 veröffentlichte Bildbearbeitungssoftware Aurora HDR und die Luminar-Programme seit 2016. Weitere Programme sind Snapheal, Focus, Tonality, Intensify, Noiseless, FX Photo Studio und Photolemur.
Das Unternehmen wurde 2008 als Macphun in der Ukraine gegründet und 2017 in Skylum umbenannt, nach der Entscheidung, die bis dahin nur auf Mac-Computern verfügbare Software auch für Windows zu entwickeln.

## Geschichte
Skylum wurde 2008 unter dem Namen Macphun von zwei Spieleentwicklern und Amateurfotografen in der Ukraine gegründet. Anfangs entwickelte das Unternehmen Anwendungen für das mobile Betriebssystem iOS. Eine der ersten Apps war der Vintage Video Maker, der später in Vintagio umbenannt wurde. Apple zeichnete Vintagio als eine der besten iPhone-Apps des Jahres 2009 aus. 2010 trat Alex Tsepko dem Team bei. Insgesamt veröffentlichte das Unternehmen in den ersten drei Jahren über 60 Anwendungen. Dabei konnten bei den Fotografieanwendungen die meisten Downloads verzeichnet werden. Skylum entschied sich daher dazu, dieselben Fotoanwendungen für macOS zu entwickeln.
Anfang 2010 veröffentlichte Skylum seine erste MacOS-Anwendung, FX Photo Studio Pro, die bis dahin nur auf iOS verfügbar gewesen war. Verschiedene weitere Anwendungen wurden daraufhin für macOS entwickelt, darunter auch Snapheal.
Um den nordamerikanischen Markt besser bedienen zu können, verlegte die Firma im Jahr 2013 ihren Sitz ins kalifornische San Diego. Ein großer Anteil der Angestellten wurde von Nik Software übernommen, die kurz vorher von Google aufgekauft worden waren. Später in diesem Jahr veröffentlichte das Unternehmen Intensify, eine voll ausgestattete Bildbearbeitungssoftware, die als eine der besten Apps des Jahres 2013 im Mac App Store ausgezeichnet wurde. 2014 veröffentlichte Skylum Tonality, eine Schwarzweiß-Bildbearbeitungssoftware, die den Apple‘s Editors‘ Choice Of The Year gewann. Im selben Jahr rekrutierte Skylum ein Team in Europa, um lokalisierte Versionen seiner Softwareprodukte zu entwickeln und den europäischen Markt zu bedienen.
2015 veröffentlichte Skylum eine neue Rauschreduktionsanwendung unter dem Namen Noiseless. Noch im selben Jahr begann das Unternehmen damit, in Zusammenarbeit mit Trey Ratcliff eine Software zu Erzeugung von Hochkontrastbildern (HDRI) zu entwickeln. Aus dieser Kooperation entstand im November 2015 das Programm Aurora HDR zur Bearbeitung und Entwicklung von HDR-Fotos. Ein Jahr später entwickelte Skylum Luminar Neo, eine Komplettlösung zur Bildbearbeitung als Alternative zu Adobe Photoshop Lightroom.
2017 veröffentlichte das Unternehmen die Windows-Versionen von Aurora HDR und Luminar, die zuvor nur für macOS verfügbar waren. Gleichzeitig wurde angekündigt, dass Macphun seinen Namen zu Skylum ändern würde. Seitdem veröffentlichte Skylum zahlreiche Versionen von Luminar für Windows, MacOS, iPadOS und iOS, zuletzt 2022 Luminar Neo, bzw. 2024 Luminar für iPad.